# Kazuki Kató
Kazuki Kató (japonsky 加藤和樹, Kató Kazuki) je japonský zpěvák a herec, známý především díky roli Keiga Atobeho v muzikálu Tennis no Ódži-sama. Nadaboval postavu v anime seriálu Kateikjó Hitman Reborn!.

## Kariéra
Zúčastnil se 15. ročníku (rok 2002) soutěže Džunon Super Boy Contest (ジュノン　・ス-パ-ボ-イ　・コンテスト, Junon Sūpābōi Kontesuto). Přestože nakonec nezvítězil, probojoval se až do finále.
V roce 2005 se objevil v muzikálovém zpracování anime série Tennis no Ódži-sama jako kapitán týmu Hyoutei Keigo Atobe - nejprve v srpnu, v představení s názvem Imperial Match Hyoutei Gakuen, a následně v prosinci (Imperial Match Hyoutei in Winter). S Tennis no Ódži-sama muzikálem (Tenimyu) pokračoval k Dream Live 3rd, rozlučkovému večeru s druhou generací obsazení Seigaku (Tenimyu je mnohadílná série, která několikrát vyměnila obsazení, mluví se proto o "generacích"). Dream Live 3rd se hrál 28. a 29. března 2006. Jako Atobe se Kató stal populárním především u dámské části publika.
V roce 2006 byl k vidění ve dvou televizních seriálech - Džigoku Šódžo (jako Ičimoku Ren) a Kamen Rider Kabuto (jako Daisuke Kazama) a natočil i film Kamen Rider Kabuto (hrál opět Daisukeho Kazamu). Tentýž rok také debutoval jako zpěvák - 26. dubna vyšlo pod názvem Rough Diamond jeho první sólové minialbum, 5. května měl první sólový koncert s názvem Kazuki Kato Live "GIG" 2006. V srpnu si zopakoval roli Atobeho v muzikálu Advancement Match Rokkaku feat. Hyotei Gakuen. Jeho první single (Vampire/Yume hikouki, vyšel 18. října) se umístil na 16. příčce Oriconu, tabulky prodejnosti. 28. října
Kato zahájil svou první národní tour, měla název GLAMOROUS ATTACK TOUR a trvala do 27. listopadu.
7. února 2007 vyšel druhý single, Soba ni itte, 4. dubna pak následovalo první album - Face. Od 6. do 25. dubna proběhla druhá národní tour, pod názvem FACE TOUR, 26. pak koncert u příležitosti prvního výročí zpěváckého debutu - Šibuja C.C.Lemon Hall Special LIVE. V červenci 2007 přešel Kató ke společnosti Avex a následně vydal další single - Instinctive love (9. pozice v Oriconu). 30. a 31. března vystoupil v další inscenaci z řady Tenimyu - Dream Live 4th. Seriál Hotaru no Hikari mu vynesl označení "ikemen nováček" (イケメン　・ニュ-カマ-、ikemen nyu-kama-, ikemen newcomer). 3. října se objevil další single, Impure love, obsadil 8. příčku Oriconu. Koncert BATTLE HIBIYA-YAON přilákal 13. října do otevřené haly Hibija přes 3000 lidí. 27. října dorazil do kin další Kamen Rider film, Kamen Rider THE NEXT, v němž Kato hrál Šira Kazamiho (Kamen Rider V3).
23. ledna 2008 vyšlo album In LOVE, krátce nato (od 17. února) se uskutečnila tour s názvem Kazuki Kato Live "GIG" 2008 TOUR - in LOVE -. Na koncert k druhému výročí debutu (28. dubna, Nippon Budókan), pod názvem Kazuki Kato Live "GIG" 2008 - SCRAP&BUILD, přišlo pět a půl tisíce lidí. V srpnu a září proběhla Fighting Road TOUR se zastávkami v 11 japonských městech. V říjnu se Kató naposledy vrátil k roli Keiga Atobeho - v muzikálu Imperial presence Hyoutei Gakuen feat. Higa Chuu. Rok 2008 zakončil 17. prosince koncertem Kazuki Kato Live"GIG"2008〜One Night Only〜.
4. března 2009, po přesunu ke společnosti PONY CANYON, vydal single Venom a 25. dubna měl v otevřené hale Hibija koncert ke třetímu výročí debutu - Kazuki Kato 3rd ANNIVERSARY SPECIAL LIVE "GIG"2009〜Shining Road〜. 10. června vyšel single EASY GO, který sloužil jako 6. opening anime Kateikjó Hitman Reborn! a umístil se na desáté příčce Oriconu. 15. července pak vyšlo album GLAMOROUS BEAT a následovala Kazuki Kato Live "GIG"2009～Drastic Glamour Tour～ (7. - 31. července), se zastávkami v 9 městech.
17. března 2010 vyšel single Yokujou/Libido a obsadil 7. pozici v žebříčcích Oriconu. Kató v zimě účinkoval v muzikálu King of Blue a hrál v seriálech Arienai a Indigo no Yoru, v květnu se podílel na novém provedení hry Past na osamělého muže. 28. července se objevil nový single - Shakunetsu Finger de FEVER! - a umístil se 13. v žebříčku Oriconu. V létě byl Kató k vidění ve své první filmové hlavní roli - v komedii Kami-sama help! (premiéra 7. srpna 2010). Původně měla jeho první hlavní role být ve filmu Dakara Oretači wa, Asa o Matteita (měl mít premiéru v únoru 2010), ale ten nakonec do kin nebyl uveden - vzhledem k drogové aféře jednoho z herců (Manabu Ošio).

## Filmografie

### Divadlo
- The Imperial match Hyoutei jako Keigo Atobe
- The Imperial match Hyoutei in Winter jako Keigo Atobe
- Dream Live 3rd jako Keigo Atobe
- Advancement Match Rokkaku feat. Hyotei Gakuen jako Keigo Atobe
- Dream Live 4th jako Keigo Atobe
- The Imperial Presence Hyoutei Gakuen feat. Higa Chuu jako Keigo Atobe
- Past na osamělého muže (罠, Wana) jako Daniel Corban

### Filmy
- Kamen Rider Kabuto: God Speed Love jako Daisuke Kazama/Kamen Rider Drake (2006)
- Kamen Rider The Next jako Shiro Kazami/Kamen Rider V3 (2007)
- Kamigakari (2008)
- Happy Darts (HAPPY ダ-ツ, Happy Da-tsu) (2008)
- Koikyokusei (2009)
- Wangan Midnight (2009)
- Kami-sama help!

### TV série
- Džigoku Šódžo jako Ichimoku Ren (2006)
- Kamen Rider Kabuto jako Daisuke Kazama/Kamen Rider Drake (2006/2007)
- Hotaru no Hikari jako Tešima Makoto (2007)
- Indigo no yoru jako Yuya (2010)
- Arienai (2010)

### Anime
- Kateikjó Hitman Reborn! jako Kikjo (2006)

## Diskografie

### Minialba
- Rough Diamond
  1. WARNING
  2. Tokyo Diamond
  3. Kimi to zutto
  4. HIGHER DREAM
  5. Line (ライン)
  6. Yume de ii kara

### Singly
- Vampire/Yume hikouki (ユメヒコウキ)
  1. Vampire
  2. Yume hikoukい
  3. Vampire (karaoke)
  4. Yume hikouki　(karaoke)
  5. Bokura no Mirai
- Soba ni Ite
  1. Soba ni Ite
  2. Real (レアル)
  3. Soba ni Ite (karaoke)
  4. Real (karaoke)
- Instinctive love
  1. Instinctive love
  2. Melody
  3. Venus
  4. Instinctive love (karaoke)
  5. Melody (karaoke)
- Impure love
  1. Impure love
  2. Shining road
- Venom
  1. Venom
  2. Oh yeah! Go way!
  3. Chain of Love
  4. Venom (karaoke)
  5. Oh yeah! Go way! (karaoke)
  6. Chain of Love (karaoke)
- EASY GO
  1. EASY GO (opening anime série Katekyo Hitman Reborn!)
  2. Dead or Alive
  3. HOME
- Libido (欲情, yokujou)
  1. Libido
  2. Just you
  3. Goodbye to you
- Shakunetsu Finger de FEVER! (灼熱フィンガーでFEVER!, Shakunetsu Fingā de FEVER!) (27. července 2010)
  1. Shakunetsu Finger de FEVER!
  2. BEACH
  3. Kami-sama help! (神様ヘルプ!, Kamisama herupu!)
  4. Shakunetsu Finger de FEVER! (karaoke)

### Alba
- Face
  1. Faith
  2. Glory (グローリー)
  3. Bokura no Mirai
  4. Soba ni Ite
  5. Carnation
  6. Lost time
  7. Yume hikouki
  8. Shake!Shake!Shake!
  9. Real
  10. Soul Survivor
  11. Starlight Dreamer
  12. Vampire
  13. One
- in LOVE
  1. ~Prologue~
  2. Wake up!
  3. Impure love##DRIVE ME WILD
  4. Suna no Shiro
  5. Instinctive love
  6. ~Intermission~
  7. Brilliant snow
  8. Love Bite
  9. Free
  10. Selfish Cat
  11. Katakoi
  12. ~Epilogue~
  13. Melody (live v říjnu 2007)
- GLAMOROUS BEAT
  1. Mera Mera (メラメラ)
  2. EASY GO
  3. Kiss in heaven
  4. What can tonight
  5. APORIA
  6. Hoshii e
  7. Sure na beat de nemuritai (シュ-ルなビ-トで眠りたい)
  8. Hang glider
  9. Say goodbye
  10. Venom
  11. Fighting Road